# Resolutie 1026 Veiligheidsraad Verenigde Naties
Resolutie 1026 van de Veiligheidsraad van de Verenigde Naties werd unaniem aangenomen op 30 november 1995.

## Achtergrond
In 1980 overleed de Joegoslavische leider Tito, die decennialang de bindende kracht was geweest tussen de zes deelstaten van het land. Na zijn dood kende het nationalisme een sterke opmars, en in 1991 verklaarden verschillende deelstaten zich onafhankelijk. Zo ook Bosnië en Herzegovina, waar in 1992 een burgeroorlog uitbrak tussen de Bosniakken, Kroaten en Serviërs. Deze oorlog, waarbij etnische zuiveringen plaatsvonden, ging door totdat er eind 1995 vrede werd gesloten.

## Inhoud
De Veiligheidsraad:
- bevestigt specifiek zijn eerdere resoluties 982 en 998;
- bevestigt de onafhankelijkheid, soevereiniteit en territoriale integriteit van Bosnië en Herzegovina;
- verwelkomt opnieuw her raamakkoord voor vrede voor Bosnië en Herzegovina dat in Dayton werd getekend door Bosnië en Herzegovina, Kroatië en Servië en Montenegro;
- benadrukt het belang van de naleving daarvan en het staakt-het-vuren en samenwerking met UNPROFOR;
- verwelkomt de positieve rol van UNPROFOR;
- overwoog de secretaris-generaals rapport;
- wil zich vergewissen van de veiligheid en bewegingsvrijheid van de VN-vredesmachten in het gebeid van het vroegere Joegoslavië;

1. verwelkomt het rapport;
2. beslist het mandaat van UNPROFOR te verlengen tot 31 januari 1996;
3. vraagt de secretaris-generaal om op de hoogte te worden gehouden over de ontwikkelingen in het vredesproces en de uitvoering van het vredesakkoord teneinde te kunnen beslissen over de overdracht van de autoriteit zoals voorzien in het vredesakkoord;
4. besluit om actief op de hoogte te blijven.

## Verwante resoluties
- Resolutie 1023 Veiligheidsraad Verenigde Naties
- Resolutie 1025 Veiligheidsraad Verenigde Naties
- Resolutie 1027 Veiligheidsraad Verenigde Naties
- Resolutie 1031 Veiligheidsraad Verenigde Naties

Lijst ·  970 ·  971 ·  972 ·  973 ·  974 ·  975 ·  976 ·  977 ·  978 ·  979 ·  980 ·  981 ·  982 ·  983 ·  984 ·  985 ·  986 ·  987 ·  988 ·  989 ·  990 ·  991 ·  992 ·  993 ·  994 ·  995 ·  996 ·  997 ·  998 ·  999 ·  1000 ·  1001 ·  1002 ·  1003 ·  1004 ·  1005 ·  1006 ·  1007 ·  1008 ·  1009 ·  1010 ·  1011 ·  1012 ·  1013 ·  1014 ·  1015 ·  1016 ·  1017 ·  1018 ·  1019 ·  1020 ·  1021 ·  1022 ·  1023 ·  1024 ·  1025 ·  1026 ·  1027 ·  1028 ·  1029 ·  1030 ·  1031 ·  1032 ·  1033 ·  1034 ·  1035